# Fjädervikt i boxning vid olympiska sommarspelen 1984
Resultat från boxning vid olympiska sommarspelen 1984 och herrarnas fjädervikt. De 37 boxarna vägde under 57 kg. Tävlingarna arrangerades i Los Angeles.

## Medaljörer
| Klass      | Guld                  | Silver                       | Brons                   |
| Fjädervikt | Meldrick Taylor · USA | Peter Konyegwachie · Nigeria | Türgüt Aykaç · Turkiet  |
| Fjädervikt | Meldrick Taylor · USA | Peter Konyegwachie · Nigeria | Omar Catari · Venezuela |

## Resultat

### Första rundan
| Vinnare                | Resultat      | Förlorare                |
| Första rundan          | Första rundan | Första rundan            |
| ---------------------- | ------------- | ------------------------ |
| Ali Faki (MAW)         | 4-1           | Stamatos Kolethras (GRE) |
| Charles Lubulwa (UGA)  | 4-1           | Shane Knox (AUS)         |
| Dieudonne Mzatsi (GAB) | 5-0           | Steven Frank (GUY)       |
| Paul Fitzgerald (IRL)  | 5-0           | Tobi Pelly (SUD)         |
| Steve Pagendam (CAN)   | RSC-3         | Boubacar Soumana (NIG)   |

### Andra rundan
| Vinnare                  | Resultat     | Förlorare                 |
| Andra rundan             | Andra rundan | Andra rundan              |
| ------------------------ | ------------ | ------------------------- |
| Kevin Taylor (GBR)       | 5-0          | Jonathan Magagula (USA)   |
| Park Hyung-Ok (KOR)      | 3-2          | Nirmal Lorick (TRI)       |
| Satoru Higashi (JPN)     | 4-1          | Noureddine Boughani (TUN) |
| Omar Catari (VEN)        | RSC-2        | Azzedine Said (ALG)       |
| Rajabu Hussen (TAN)      | 5-0          | Edward Pollard (BAR)      |
| John Wanjau (KEN)        | 5-0          | Christian Kpakpo (GHA)    |
| Francisco Camacho (MEX)  | RSC-3        | Jean Bezooki (MAD)        |
| Meldrick Taylor (USA)    | 5-0          | Nicolae Talpos (ROU)      |
| Türgüt Aykaç (TUR)       | 5-0          | Raul Trapero (ESP)        |
| Abraham Mieses (DOM)     | 4-1          | Chris Mwamba (ZAM)        |
| Mohamed Hegazy (EGY)     | 5-0          | Avi Soodogah (TOG)        |
| Alex Wassa (INA)         | WO           | Wisut Meesuanthong (THA)  |
| Rafael Zuñiga (COL)      | RSC-3        | Orlando Fernandez (PUR)   |
| Peter Konyegwachie (NGR) | 5-0          | Ali Faki (MAW)            |
| Charles Lubulwa (UGA)    | 5-0          | Dieudonne Mzatsi (GAB)    |
| Paul Fitzgerald (IRL)    | 3-2          | Steve Pagendam (CAN)      |

### Tredje rundan
| Vinnare                  | Resultat      | Förlorare               |
| Tredje rundan            | Tredje rundan | Tredje rundan           |
| ------------------------ | ------------- | ----------------------- |
| Park Hyung-Ok (KOR)      | 3-2           | Kevin Taylor (GBR)      |
| Omar Catari (VEN)        | 4-1           | Satoru Higashi (JPN)    |
| John Wanjau (KEN)        | 4-1           | Rajabu Hussen (TAN)     |
| Meldrick Taylor (USA)    | 5-0           | Francisco Camacho (MEX) |
| Türgüt Aykaç (TUR)       | RSC-3         | Abraham Mieses (DOM)    |
| Mohamed Hegazy (EGY)     | 3-2           | Alex Wassa (INA)        |
| Peter Konyegwachie (NGR) | 4-1           | Rafael Zuñiga (COL)     |
| Charles Lubulwa (UGA)    | 3-2           | Paul Fitzgerald (IRL)   |

### Kvartsfinaler
| Vinnare                  | Resultat      | Förlorare             |
| Kvartsfinaler            | Kvartsfinaler | Kvartsfinaler         |
| ------------------------ | ------------- | --------------------- |
| Omar Catari (VEN)        | 4-1           | Park Hyung-Ok (KOR)   |
| Meldrick Taylor (USA)    | RSC-3         | John Wanjau (KEN)     |
| Türgüt Aykaç (TUR)       | RSC-1         | Mohamed Hegazy (EGY)  |
| Peter Konyegwachie (NGR) | 5-0           | Charles Lubulwa (UGA) |

### Semifinaler
| Vinnare                  | Resultat    | Förlorare          |
| Semifinaler              | Semifinaler | Semifinaler        |
| ------------------------ | ----------- | ------------------ |
| Meldrick Taylor (USA)    | 5-0         | Omar Catari (VEN)  |
| Peter Konyegwachie (NGR) | 5-0         | Türgüt Aykaç (TUR) |

### Final
| Vinnare               | Resultat | Förlorare                |
| Final                 | Final    | Final                    |
| --------------------- | -------- | ------------------------ |
| Meldrick Taylor (USA) | 5-0      | Peter Konyegwachie (NGR) |